# 류석영
류석영(1973년~)은 대한민국의 KAIST 전산학부 교수, 한국공학한림원 일반회원이며 KAIST 전산학부장이자 AI 연구원장이다.

## 학력
- 1991년 3월 ~ 1995년 2월 : KAIST 전산학 학사
- 1995년 3월 ~ 1996년 8월 : KAIST 전산학 석사
- 1996년 9월 ~ 2001년 8월 : KAIST 전산학 박사

## 경력
- 2001년 10월 ~ 2005년 2월 : Harvard University Research Associate
- 2005년 2월 ~ 2009년 11월 : Sun Microsystems Lab. Member of Technical Staff
- 2009년 12월 ~ : KAIST 전산학부 조교수, 부교수, 교수
- 2017년 9월 ~ 2021년 8월 : KAIST 포용성위원회 위원장[1]
- 2019년 3월 ~ 2021년 2월 : KAIST 학생생활처장
- 2019년 1월 ~ : 삼성청년 SW 아카데미 자문[2]
- 2021년 3월 ~ : KAIST 전산학부 학부장[3]
- 2022년 1월 ~ : KAIST AI 연구원 원장
- 2022년 1월 ~ : 한국공학한림원 일반회원[4]